# Бюльбюль чорночубий
Бюльбю́ль чорночубий (Rubigula flaviventris) — вид горобцеподібних птахів родини бюльбюлевих (Pycnonotidae). Мешкає в Південній і Південно-Східній Азії.

## Опис
Довжина птаха становить 18,5–19,5 см. Самці важать 30–34 г, самиці 28–31 г. Голова чорна, на голова помітний чорний чуб, верхня частина тіла жовтувато-оливкова, нижня частина тіла жовта. Забарвлення самців і самиць подібне, молоді птахи мають дещо тьмяніше забарвлення. Очі яскраво-жовті.

## Підвиди
Виділяють вісім підвидів:
- R. f. flaviventris (Tickell, 1833) — від Гімалаїв, північної і східної Індії до південного Китаю і центральної М'янми;
- R. f. vantynei (Deignan, 1948) — від східної і південної М'янми до південного Китаю і північного Індокитаю;
- R. f. xanthops (Deignan, 1948) — південно-східна М'янма і західний Таїланд;
- R. f. aurata (Deignan, 1948) — північно-східний Таїланд і західний Лаос;
- R. f. johnsoni Gyldenstolpe, 1913 — центральний і південно-східний Таїланд, південний Індокитай;
- R. f. elbeli (Deignan, 1954) — острови Сіамської затоки;
- R. f. negata (Deignan, 1954) — південна М'янма і південно-західний Таїланд;
- R. f. caecilii (Deignan, 1948) — Малайський півострів.

## Поширення і екологія
Чорночубі бюльбюлі мешкають в Індії, Непалі, Бутані, Бангладеш,  М'янмі, Таїланді, Китаї, В'єтнамі, Лаосі, Камбоджі і Малайзії. Вони живуть в густих тропічних лісах і чагарникових заростях, в мангрових лісах, на плантаціях, в парках і садах. Живляться плодами і комахами. В кладці 2-4 яйця.